# Evangelische Kirche Reichensachsen

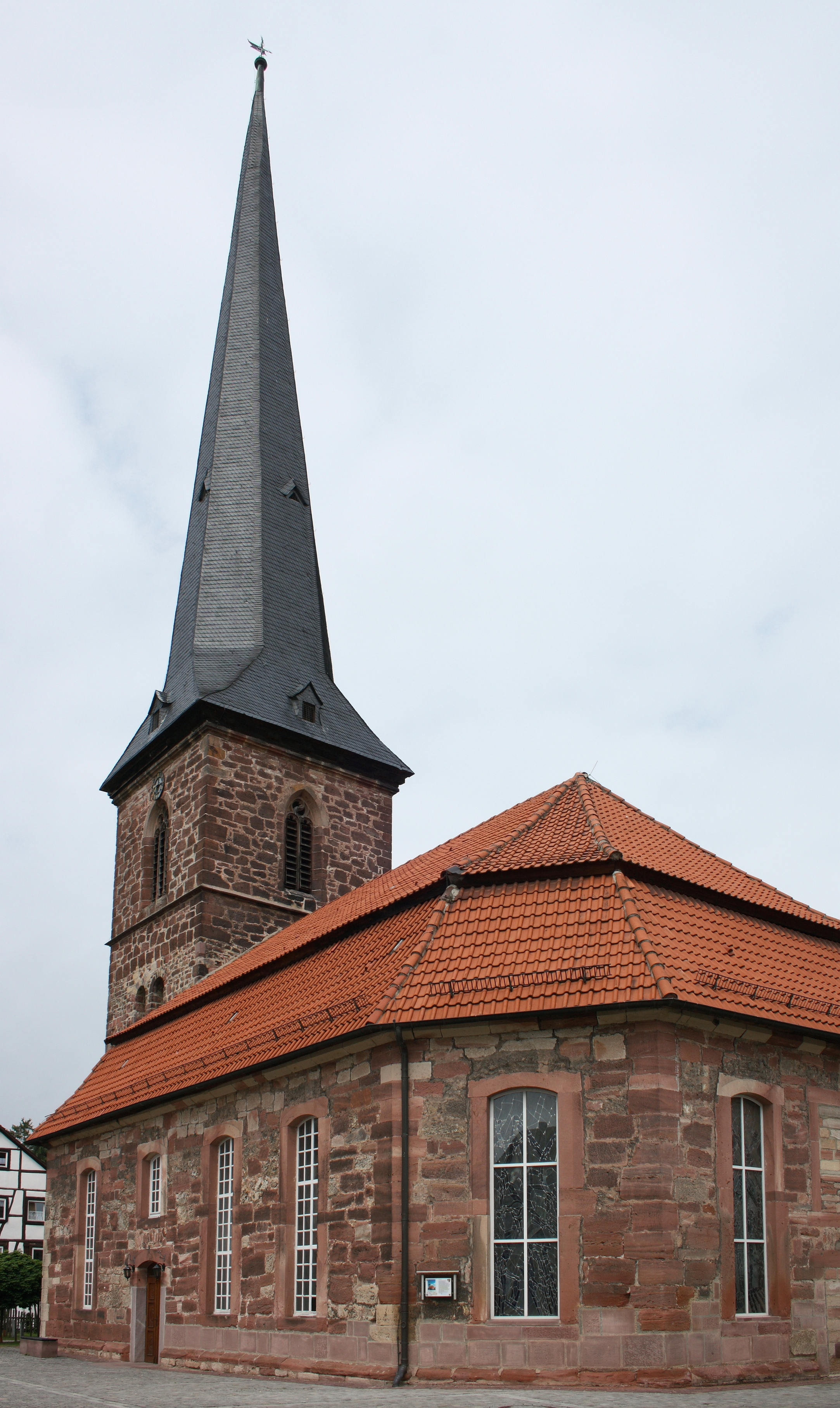
Evangelische Kirche in Reichensachsen

Die Evangelische Kirche in Reichensachsen, einem Ortsteil der Gemeinde Wehretal im Werra-Meißner-Kreis in Hessen, wurde ursprünglich im Mittelalter errichtet. Die Kirche ist ein geschütztes Baudenkmal.

## Geschichte
Der älteste Teil der heutigen Kirche ist der romanische Westturm, der wohl im letzten Drittel des 11. Jahrhunderts erbaut wurde. Dieser wurde auch als Wehrturm genutzt, wie Reste von Schießscharten es heute noch bezeugen.
Die Kirche war ursprünglich den Aposteln Petrus und Paulus geweiht. Um 1400 erfolgten größere Umbauten und im Jahre 1773 wurde das alte Kirchenschiff durch einen Saalbau ersetzt.

## Architektur
Die Kirche besitzt einen dreiseitigen Schluss und ein Mansarddach. Der romanische Turm  aus Sandsteinquadern hat in seinem spätgotischen Aufbau Maßwerkfenster. Er wird von einem hohen Spitzhelm bekrönt.
Das tonnengewölbte Erdgeschoss des Turmes ist nur vom Kirchenschiff aus zugänglich. Die dreiseitig umlaufenden Emporen entstanden um 1900. Das Kirchenschiff wird durch den Haupteingang auf der Südseite betreten.
Die Eichentür des Haupteingangs ist mit geschnitzten Bildnissen versehen, die verschiedene biblische Motive darstellen.

## Ausstattung
Ein spätgotischer Taufstein ist das älteste Ausstattungsstück. Der ursprüngliche Altar sowie Kanzel mit Schnitzereien aus der Mitte des 17. Jahrhunderts wurde im Zuge der Kirchensanierung 1999/2000 entfernt. Diese wurden durch einen modern gestalteten Altar und eine Kanzel im Chorraum ersetzt.
Bei der Kirchensanierung wurden die Buntglasscheiben der Kirche gereinigt und ausgebessert.

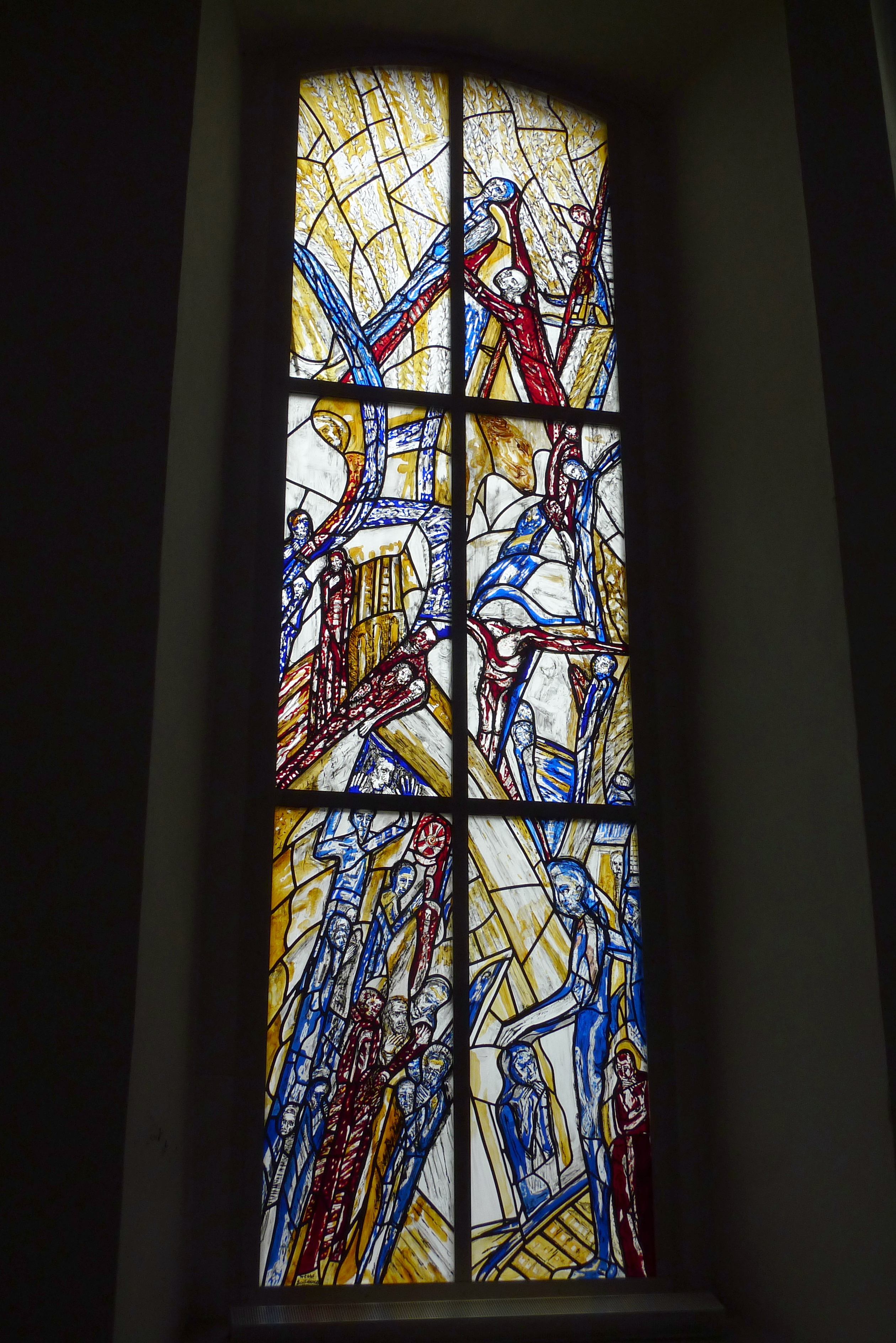
Reichensachsen Pfarrkirche Fenster 1
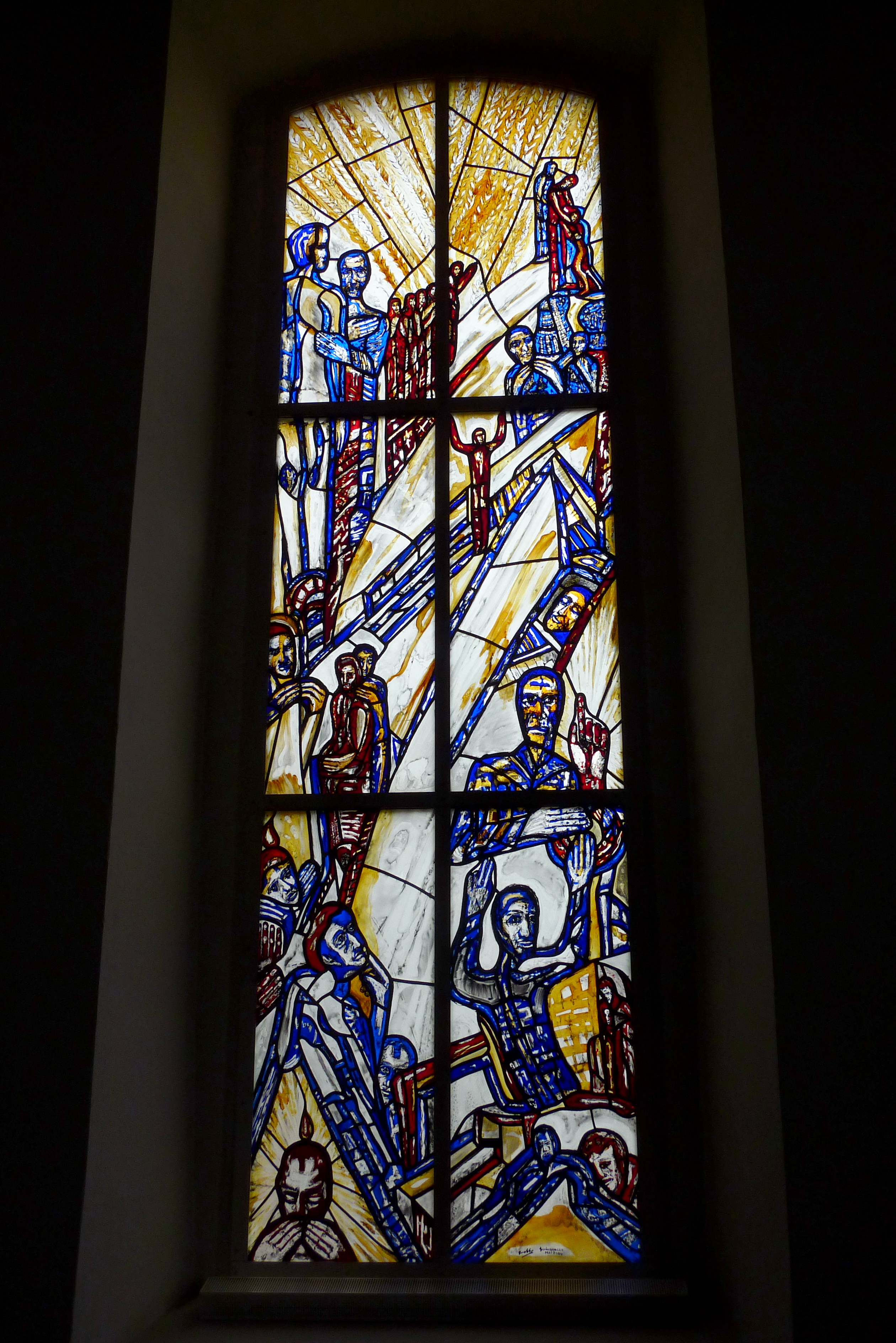
Reichensachsen Pfarrkirche Fenster 2
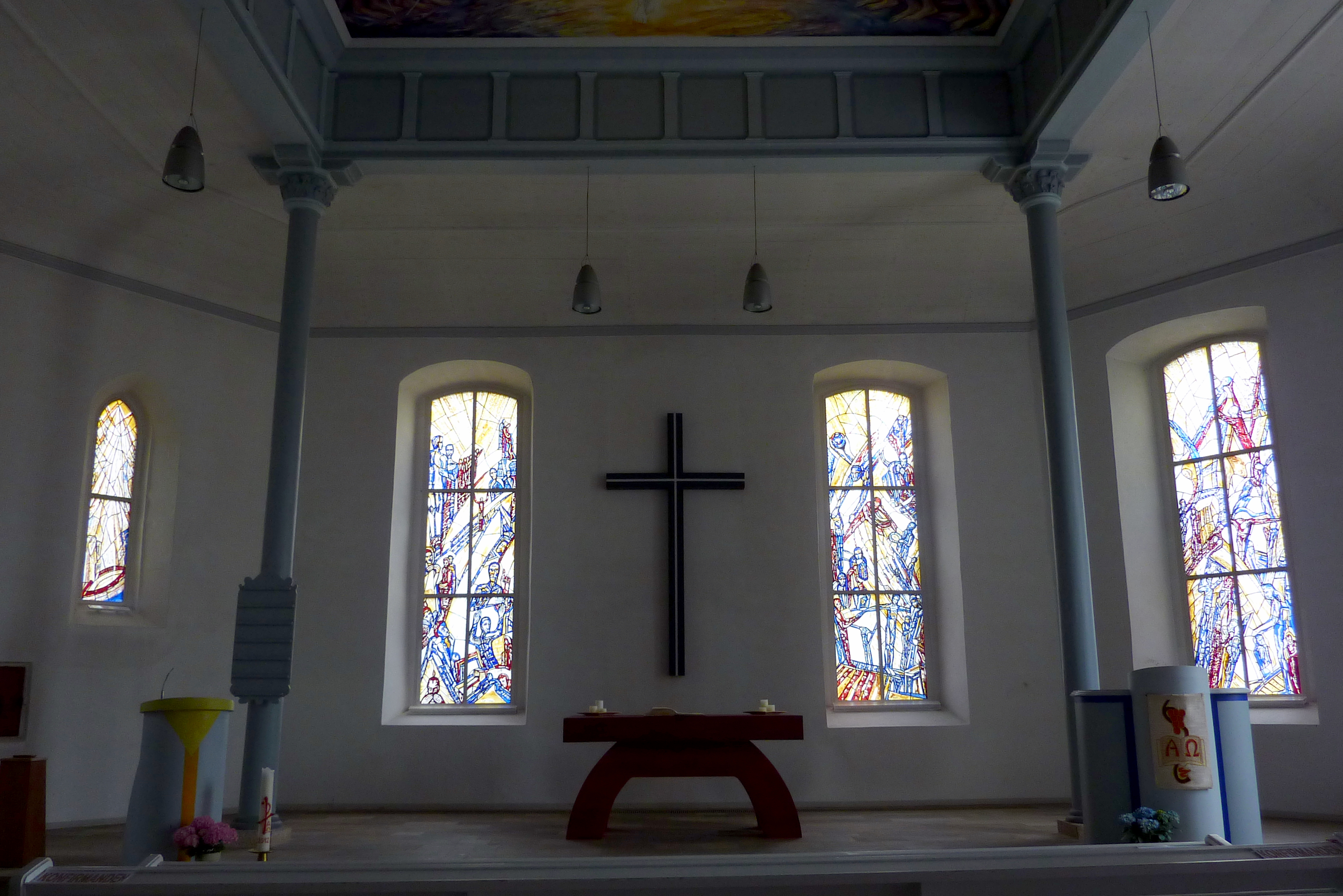
Moderner Altar

## Orgel

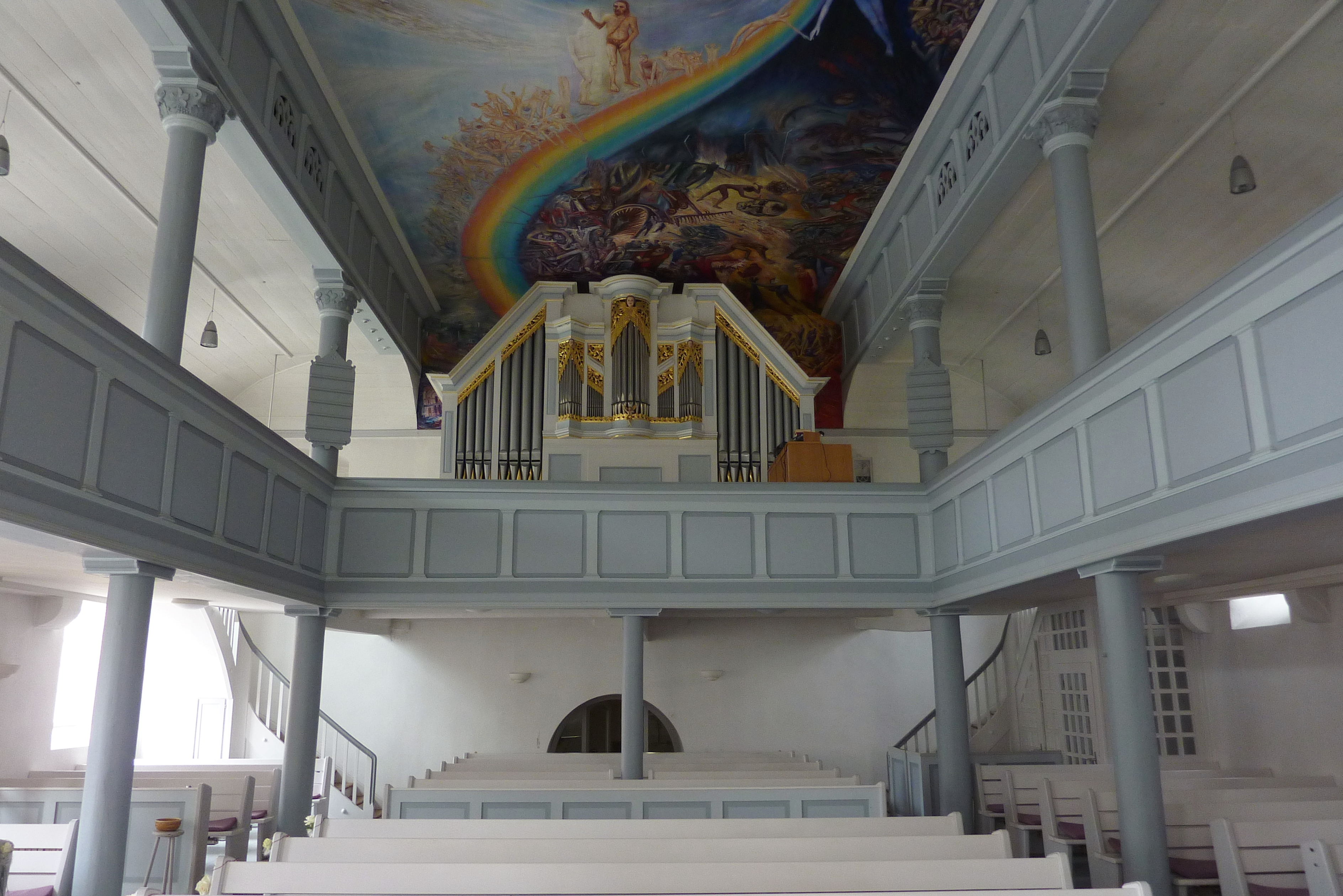
Innenansicht mit Orgel und Empore

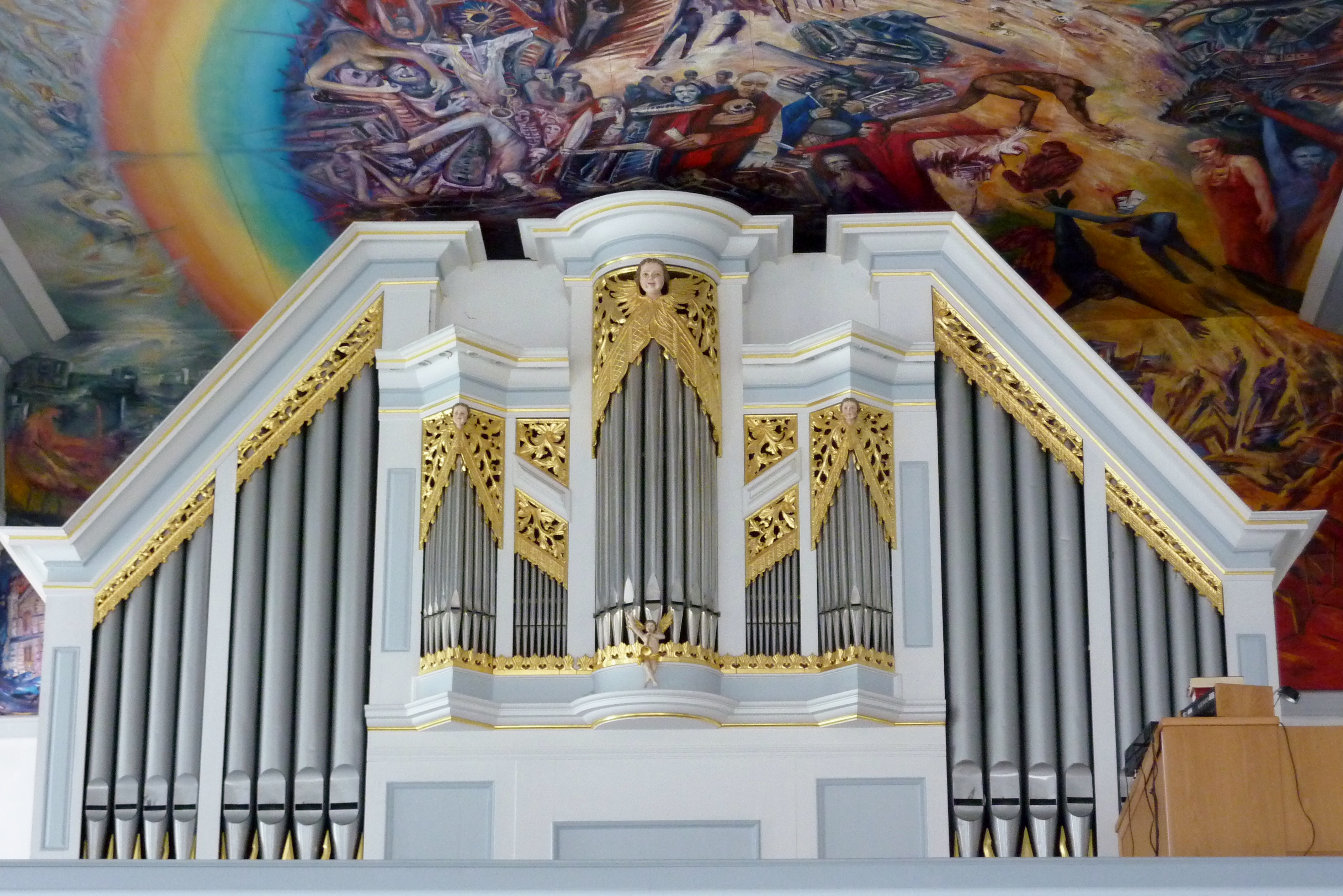
Orgel Nahansicht

Die Orgel wurde 1907 durch den Orgelbauer Euler aus Hofgeismar eingebaut.
Im Zuge der Kirchenrenovierung um 2000 wurde die Orgel umgebaut und erweitert.
Der Spielschrank ist entfallen und ein fahrbarer Spieltisch mit 2 Manualen, Pedal und zusätzlichen elektronischen Registern wurde auf der Empore aufgestellt.
Das heutige Instrument verfügt über 53 Register, wovon  12 Register aus echtem Pfeifenmaterial und die restlichen 41 Register die einer elektronischen Orgel (Ahlborn) sind. Elektronische Termperaturaufnehmer innerhalb der Orgel stellen eine gleichmäßige Stimmung zwischen Pfeifen- und elektronischen Registern sicher, die aufgrund von Temperaturänderungen auftreten können (automatische Tonhöhenanpassung der elektronischen Register).
Spiel- und Registertraktur sind elektrisch ausgeführt.
Die Disposition lautet wie folgt:
| I Hauptwerk C–c4 |                |        |
| 1.               | Bordun         | 16′    |
| 2.               | Contra Gambe   | 16′    |
| 3.               | Prinzipal      | 8′     |
| 4.               | Diapason       | 8′     |
| 5.               | Quintadena     | 8′     |
| 6.               | Rohrflöte*     | 8′     |
| 7.               | Unda Maris     | 8′     |
| 8.               | Prästant*      | 4′     |
| 9.               | Hohlpfeife*    | 4′     |
| 10.              | Schwegel*      | 2′     |
| 11.              | Mixtur III*    |        |
| 12.              | Zimbel III     |        |
| 13.              | Scharff III    |        |
| 14.              | Sesquialter II |        |
| 15.              | Terz           | 1 3⁄5′ |
| 16.              | Septime        | 1 ⁄7′  |
| 17.              | Bombarde       | 16’    |
| 18.              | Trompete       | 16’    |
| 19.              | Tuba Mirabilis | 8’     |
| 20.              | Trompete       | 8’     |
| 21.              | Trompette      | 8’     |
|                  | Chimes         |        |

| II Schwellwerk C–c4 |                   |        |
| 22.                 | Holzgedackt*      | 8′     |
| 23.                 | Bourdon           | 8′     |
| 24.                 | Flute Harmonique  | 8′     |
| 25.                 | Gamba             | 8′     |
| 26.                 | Vox Celestis      | 8′     |
| 27.                 | Prinzipal         | 4′     |
| 28.                 | Gemshorn*         | 4′     |
| 29.                 | Flute Octaviante  | 4′     |
| 30.                 | Nasard            | 2 ⁄3′  |
| 31.                 | Prinzipal*        | 2′     |
| 32.                 | Terz*             | 1 3⁄5′ |
| 33.                 | Larigot           | 1 ⁄3′  |
| 34.                 | Oktävlein*        | 1′     |
| 35.                 | Scharff III       |        |
| 36.                 | Regal             | 16′    |
| 37.                 | Corno di Bassetto | 8′     |
| 38.                 | Oboe              | 8′     |
| 39.                 | Clairon           | 4′     |
|                     | Tremulant         |        |

| Pedalwerk C–f1 |                 |     |
| 40.            | Soubasse        | 32′ |
| 41.            | Prinzipalbass   | 16′ |
| 42.            | Subbass*        | 16’ |
| 43.            | Violone         | 16’ |
| 44.            | Oktavbass*      | 8’  |
| 45.            | Gedecktbass     | 8’  |
| 46.            | Oktave          | 4’  |
| 47.            | Offenflöte      | 4’  |
| 48.            | Mixtur IV       |     |
| 49.            | Contra Bombarde | 32’ |
| 50.            | Bombarde        | 16’ |
| 51.            | Contra-Fagott   | 16′ |
| 52.            | Trompete        | 8′  |
| 53.            | Regal           | 4‘  |

- echte Pfeifenregister sind mit * markiert
- Koppeln (elektrisch): II/I, I/P, II/P
- Spielhilfen: 10 einstellbare (elektrische) Setzerkombinationen, Tutti, Absteller
- Zusätzliche Fußpistons: Setzer, Koppeln, Plenum HW, Plenum SW, Zungen, Tutti